# Irena Kwiatkowska
Irena Kwiatkowska (Varsavia, 17 settembre 1912 – Konstancin-Jeziorna, 3 marzo 2011) è stata un'attrice polacca.

## Biografia
Irena Kwiatkowska completò la sua formazione di attrice nel 1935 presso la Scuola statale di arte drammatica di Varsavia. Successivamente debuttò al Teatro Cyrulik Warszawski di Varsavia. Fino allo scoppio della seconda guerra mondiale fece parte dell'ensemble del Teatro Powszechny di Varsavia, del Teatr Nowy di Poznań e del Teatr Polski di Katowice.
Durante la guerra, Kwiatkowska fu membro dell'Esercito Nazionale Polacco (Armia Krajowa) e combatté nella rivolta di Varsavia. 

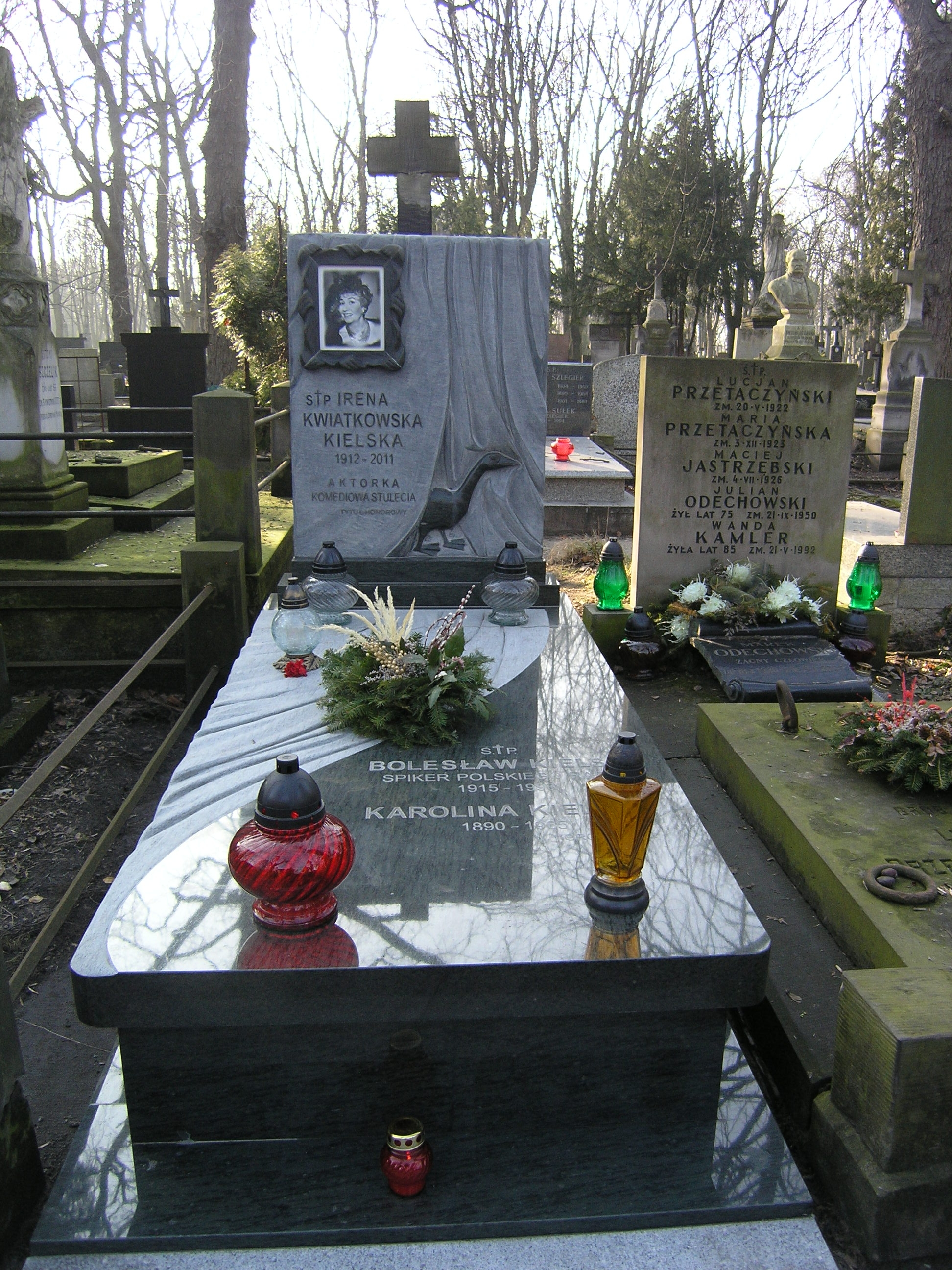
La tomba di Irena Kwiatkowska e Bolesław Kielski

Dopo la guerra, Irena Kwiatkowska si unì ad un gruppo di cabaret di Cracovia. Dall'ottobre 1959 al luglio 1966 apparve nello spettacolo di maggior successo dei primi anni della televisione polacca, il Kabaret Starszych Panów ("Cabaret dei vecchi signori"), per lo più nel ruolo della capricciosa contessa Tyłbaczewska. Oltre al suo lavoro teatrale sui palcoscenici di Varsavia e nel cabaret, raggiunse la sua massima popolarità come attrice nella serie televisiva 40-latek (Il quarantenne) del regista Jerzy Gruza negli anni '70. In quanto donna lavoratrice, in ogni parte della serie viene mostrata impegnata in una professione diversa. La serie viene ancora regolarmente trasmessa sulla televisione polacca e ha dato ad Irena Kwiatkowska una grande popolarità.
A cavallo del millennio, il settimanale Polityka ha condotto un'indagine sugli attori polacchi più importanti del secolo scorso. Irena Kwiatkowska si è classificata al quinto posto in questo sondaggio.
Ha ricevuto l'onorificenza internazionale di Cavaliere dell'Ordine del Sorriso .
Irena Kwiatkowska era sposata con Bolesław Kielski (1915–1993); questi, cadendo mentre usciva di casa, riportò gravi ferite alla testa e in seguito soffrì di paralisi progressiva. Negli ultimi anni Kielski poteva solo sdraiarsi e non riusciva più a parlare. La moglie si prese cura di lui fino alla morte . 
Irena Kwiatkowska-Kielska morì all'età di 98 anni e fu sepolta accanto al marito nel Cimitero Powązki a Varsavia. 

## Filmografia parziale
- Sprawa do załatwienia, regia di Jan Rybkowski e Jan Fethke (1953)
- Żołnierz królowej Madagaskaru, regia di Jerzy Zarzycki (1958)
- Jeszcze nie wieczór, regia di Jacek Bławut (2008)